# Państwowy instytut badawczy
Państwowy instytut badawczy – rodzaj statusu nadawany polskim instytutom naukowo-badawczym, jednostkom badawczo-rozwojowym (do roku 2010) lub instytutom badawczym (po roku 2010) na wniosek ministra sprawującego nadzór nad daną instytucją.

## Zadania
Instytut badawczy może otrzymać taki status w przypadku, gdy do jego zadań należy wykonywanie zadań:
- określonych dla instytutów badawczych,
- szczególnie ważnych dla planowania i realizacji polityki państwa, których wykonanie jest niezbędne dla zapewnienia obronności i bezpieczeństwa publicznego, działania wymiaru sprawiedliwości, ochrony dziedzictwa narodowego, rozwoju edukacji i kultury, kultury fizycznej i sportu oraz poprawy jakości życia obywateli, dotyczących:
  - opracowywania i opiniowania standardów w zakresie rynku pracy, ochrony pracy i zabezpieczenia społecznego, ochrony zdrowia, ochrony środowiska, gospodarki żywnościowej, gospodarki przestrzennej, gospodarki bogactwami i zasobami naturalnymi, rozwoju społeczeństwa informacyjnego, bezpieczeństwa technicznego, energetycznego i bezpieczeństwa transportu oraz standardów produktów, procesów i usług, a także warunków przestrzegania tych standardów,
  - monitoringu i zapobiegania skutkom zjawisk i wydarzeń mogących stwarzać zagrożenie publiczne, w tym zapobiegania skutkom katastrof naturalnych lub technicznych, noszących znamiona klęski żywiołowej.

Państwowy instytut badawczy otrzymuje dotację celową na finansowanie realizacji zleconych zadań, której wysokość jest określana w ustawie budżetowej, na wniosek właściwych dysponentów części budżetowych. W przypadku niewypełniania założonych zadań status taki może instytut utracić.

## Lista państwowych instytutów badawczych
1. Centralny Instytut Ochrony Pracy (od 2002)[3]
2. Centrum Naukowo-Badawcze Ochrony Przeciwpożarowej im. Józefa Tuliszkowskiego (od 2010)[4]
3. Główny Instytut Górnictwa (od 2023)[5]
4. Instytut Badań Edukacyjnych (od 2025)[6]
5. Instytut Biotechnologii Przemysłu Rolno-Spożywczego im. prof. Wacława Dąbrowskiego (od 2021)[7]
6. Instytut Ekonomiki Rolnictwa i Gospodarki Żywnościowej (od 2004)[8]
7. Instytut Energetyki (od 2023)[9]
8. Instytut Hodowli i Aklimatyzacji Roślin (od 2010)[10]
9. Instytut Łączności (od 2005)[11]
10. Instytut Meteorologii i Gospodarki Wodnej (od 2010)[12]
11. Instytut Nafty i Gazu (od 2013)[13]
12. Instytut Ochrony Roślin (od 2008)[14]
13. Instytut Ochrony Środowiska (od 2010)[15]
14. Instytut Ogrodnictwa (od 2020)[16]
15. Instytut Rybactwa Śródlądowego im. Stanisława Sakowicza (od 2022)[17]
16. Instytut Sportu (od 2015)[18]
17. Instytut Technologiczno-Przyrodniczy (od 2021)[19]
18. Instytut Technologii Eksploatacji (od 2004)[20]
19. Instytut Uprawy, Nawożenia i Gleboznawstwa (od 2005)[21]
20. Instytut Włókien Naturalnych i Roślin Zielarskich(inne języki) (od 2021)[22]
21. Instytut Zootechniki (od 2006)[23]
22. Morski Instytut Rybacki (od 2011)[24]
23. Narodowy Instytut Kardiologii Stefana kardynała Wyszyńskiego (od 2020)[25]
24. Narodowy Instytut Onkologii im. Marii Skłodowskiej-Curie (od 2019)[26]
25. Narodowy Instytut Zdrowia Publicznego PZH – Państwowy Instytut Badawczy (od 2021)[27]
26. Naukowa i Akademicka Sieć Komputerowa (od 2017)[28]
27. Ośrodek Przetwarzania Informacji (od 2013)[29]
28. Państwowy Instytut Geologiczny (od 2009)[30]
29. Państwowy Instytut Weterynaryjny (od 2003)[31]
30. Wojskowy Instytut Medyczny (od 2022)[32]
31. Państwowy Instytut Medyczny Ministerstwa Spraw Wewnętrznych i Administracji (od 2023)[33]